# Ист 143-я улица — Сент-Мэрис-стрит (линия Пелем, Ай-ар-ти)
|   |     |     |     |   |
| · | · л | · э | · л | · |

|   |     |     |     |   |
| · | · л | · э | · л | · |

«Ист 143-я улица — Сент-Мэрис-стрит» (англ. East 143rd Street–St. Mary’s Street) — станция Нью-Йоркского метрополитена, расположенная на линии Пелем, Ай-ар-ти. Станция находится в Бронксе, в округе Мотт-Хейвен, на пересечении Саутерн-бульвар и Сент-Мерис-стрит. На станции останавливается маршрут 6 (круглосуточно). Станцию проходит без остановки маршрут <6> (в будни днём в пиковом направлении).

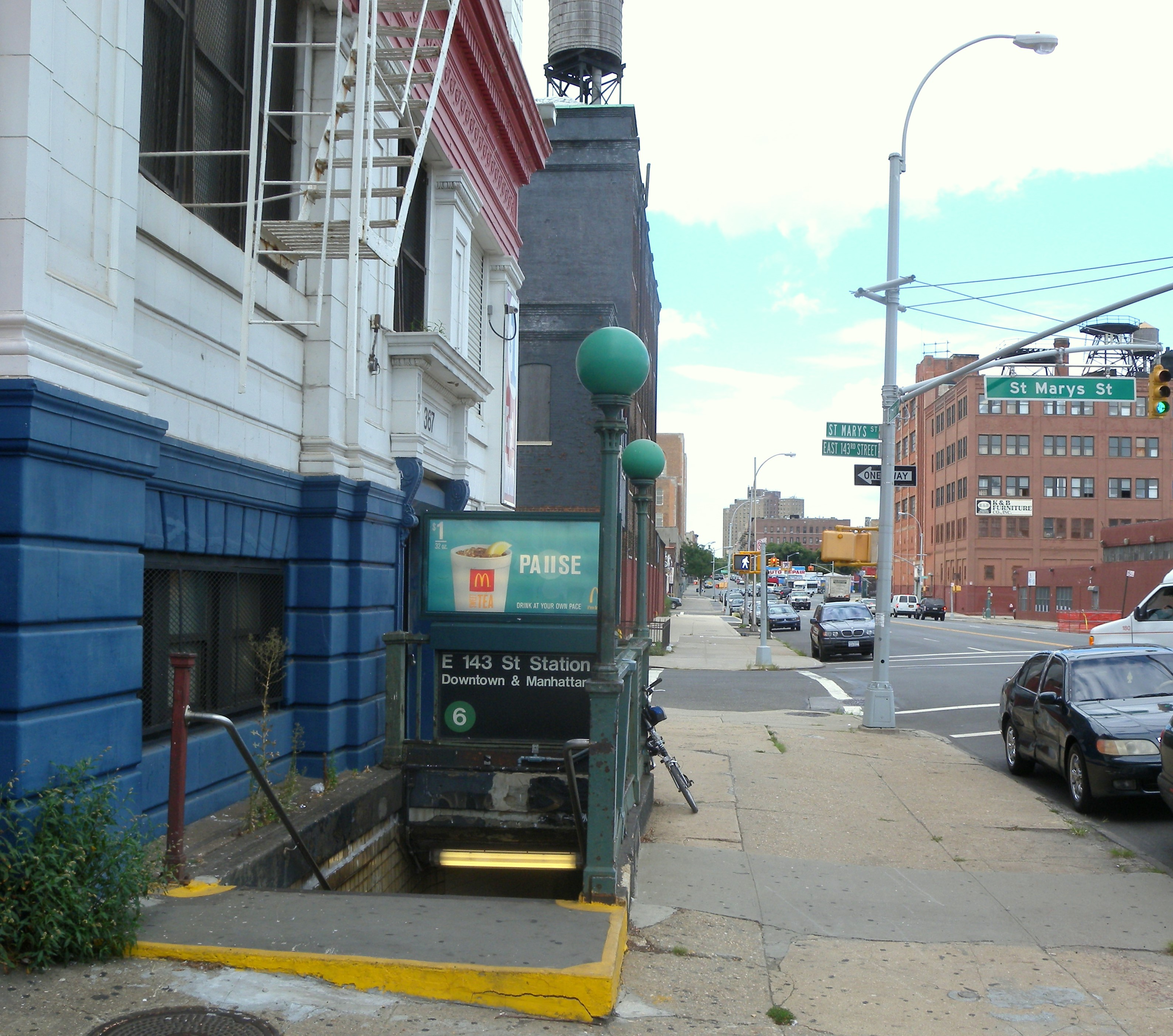
Южный выход со станции

Станция была открыта 17 января 1919 года, представлена двумя боковыми платформами, обслуживающими только локальные пути.